# Grosuplje (stacja kolejowa)
Grosuplje – stacja kolejowa w miejscowości Grosuplje, w regionie Dolna Kraina, w Słowenii.
Stacja jest zarządzana przez SŽ-Infrastruktura.

## Linie kolejowe
- Lublana – Karlovac
- Grosuplje – Kočevje

| Grosuplje                 |  |                  |
| Linia Lublana – Karlovac  |  |                  |
| Šmarje - Sap              |  | Mlačevo          |
| Linia Grosuplje – Kočevje |  |                  |
|                           |  | Spodnja Slivnica |